# Folkdräkter från Lappland
Lappländska folkdräkter är svenska folkdräkter från Lappland. Lappland har 39 dräkter, 22 kvinnodräkter och 17 mansdräkter. Detta inkluderar 16 samiska dräkter, åtta kvinnodräkter och åtta mansdräkter.
I tabellen nedan ses en förteckning över de 39 lappländska folkdräkterna. I tabellen ses var dräkten kommer ifrån, om det är en kvinno- eller mansdräkt, om den är dokumenterad, rekonstruerad eller komponerad, när den återupptogs i bruk, om det finns varianter samt ytterplagg. Tabellen bygger på Ulla Centergrans inventering av folkdräkter i Sverige 1988-1993, som publicerades i bokform av Nämnden för hemslöjdsfrågor och LRF:s kulturråd 1993. Syftet var att underlätta för den som ville skaffa sig en egen dräkt att lättare få en överblick över de som fanns. Då landskaps- och länsgränser inte sammanfaller anges län i tabellen. 
| Län               | Dräkt                           | Kön    | Ursprung     | Återupptogs | Finns varianter | Ytterplagg | Källa |
| Västerbottens län | Dorotea                         | Kvinna | Komponerad   | 1943        |                 |            | [ 1 ] |
| Västerbottens län | Dorotea                         | Man    | Komponerad   | 1973        |                 |            | [ 1 ] |
| Västerbottens län | Fredrika                        | Kvinna | Komponerad   | 1970        |                 |            | [ 1 ] |
| Västerbottens län | Lycksele                        | Kvinna | Komponerad   | 1951        |                 |            | [ 1 ] |
| Västerbottens län | Lycksele                        | Man    | Komponerad   | 1951        |                 |            | [ 1 ] |
| Västerbottens län | Malå                            | Kvinna | Komponerad   | 1958        |                 |            | [ 1 ] |
| Västerbottens län | Sorsele                         | Kvinna | Komponerad   | 1957        |                 |            | [ 1 ] |
| Västerbottens län | Storuman                        | Kvinna | Komponerad   | 1976        |                 |            | [ 1 ] |
| Västerbottens län | Storuman                        | Man    | Komponerad   | 1976        |                 |            | [ 1 ] |
| Västerbottens län | Vilhelmina                      | Kvinna | Komponerad   | 1944        |                 |            | [ 1 ] |
| Västerbottens län | Vilhelmina                      | Man    | Komponerad   | 1976        |                 |            | [ 1 ] |
| Västerbottens län | Åsele                           | Kvinna | Komponerad   | 1948        |                 |            | [ 1 ] |
| Västerbottens län | Åsele                           | Man    | Komponerad   | 1956        |                 |            | [ 1 ] |
| Västerbottens län | Åskilje                         | Kvinna | Komponerad   | 1955        |                 |            | [ 1 ] |
| Västerbottens län | Örträsk                         | Kvinna | Komponerad   | 1962        |                 |            | [ 1 ] |
| Västerbottens län | Malå samedräkt                  | Kvinna | Dokumenterad |             |                 |            | [ 1 ] |
| Västerbottens län | Malå samedräkt                  | Man    | Dokumenterad |             |                 |            | [ 1 ] |
| Västerbottens län | Tärna samedräkt                 | Kvinna | Dokumenterad |             |                 |            | [ 1 ] |
| Västerbottens län | Tärna samedräkt                 | Man    | Dokumenterad |             |                 |            | [ 1 ] |
| Västerbottens län | Vilhelmina samedräkt            | Kvinna | Dokumenterad |             |                 |            | [ 1 ] |
| Västerbottens län | Vilhelmina samedräkt            | Man    | Dokumenterad |             |                 |            | [ 1 ] |
| Norrbottens län   | Arvidsjaur                      | Kvinna | Komponerad   | 1990-tal    |                 |            | [ 1 ] |
| Norrbottens län   | Arvidsjaur                      | Man    | Komponerad   | 1990-tal    |                 |            | [ 1 ] |
| Norrbottens län   | Glommersträsk                   | Kvinna | Komponerad   | 1992        |                 |            | [ 1 ] |
| Norrbottens län   | Glommersträsk                   | Man    | Komponerad   | 1992        |                 |            | [ 1 ] |
| Norrbottens län   | Kiruna                          | Kvinna | Komponerad   | 1989        |                 |            | [ 1 ] |
| Norrbottens län   | Kiruna                          | Man    | Komponerad   | 1989        |                 |            | [ 1 ] |
| Norrbottens län   | Lainio                          | Kvinna | Komponerad   | 1981        |                 |            | [ 1 ] |
| Norrbottens län   | Arjeplog samedräkt              | Kvinna | Dokumenterad |             |                 |            | [ 1 ] |
| Norrbottens län   | Arjeplog samedräkt              | Man    | Dokumenterad |             |                 |            | [ 1 ] |
| Norrbottens län   | Arvidsjaur samedräkt            | Kvinna | Dokumenterad |             |                 |            | [ 1 ] |
| Norrbottens län   | Arvidsjaur samedräkt            | Man    | Dokumenterad |             |                 |            | [ 1 ] |
| Norrbottens län   | Jokkmokk samedräkt              | Kvinna | Dokumenterad |             |                 |            | [ 1 ] |
| Norrbottens län   | Jokkmokk samedräkt              | Man    | Dokumenterad |             |                 |            | [ 1 ] |
| Norrbottens län   | Jukkasjärvi-Gällivare samedräkt | Kvinna | Dokumenterad |             |                 |            | [ 1 ] |
| Norrbottens län   | Jukkasjärvi-Gällivare samedräkt | Man    | Dokumenterad |             |                 |            | [ 1 ] |
| Norrbottens län   | Karesuando samedräkt            | Kvinna | Dokumenterad |             |                 |            | [ 1 ] |
| Norrbottens län   | Karesuando samedräkt            | Man    | Dokumenterad |             |                 |            | [ 1 ] |